# Фридрих Вильгельм Шлезвиг-Гольштейн-Зондербург-Августенбургский
Фридрих Вильгельм Шлезвиг-Гольштейн-Зондербург-Августенбургский (18 ноября 1668, Сённерборг — 3 июня 1714, Августенборг, Южная Дания) — генерал-майор датской армии, пятый сын герцога Эрнста Гюнтера Шлезвиг-Гольштейн-Зондербург-Августенбургского.

## Биография
В 1675 году, когда его отец вел переговоры с графом Педером Гриффенфельдом о браке своей дочери (и сестры Фридриха Вильгельма), Фридриху Вильгельму было обещано выгодное место проректора собора в Гамбурге и губернатора Алса. Он был назначен пробста в Гамбургского собора и губернатора Альса. В 1676 году он был назначен пробстом после смерти председателя Кильмансегге. Когда его отец умер в 1689 году, согласно завещанию всё его имущество было передано его вдове, которая имела право распоряжаться наследством по собственному усмотрению. Она приняла решение, которое в 1692 году поддержал король. Её старший выживший сын, Эрнст Август, был исключён из наследства, поскольку обратился в католицизм; герцогство досталось Фридриху Вильгельму. Почти одновременно Фридрих Вильгельм был также назначен губернатором Сённерборга.
Однако, когда Эрнст Август вновь обратился в лютеранство в 1695 году, он был назначен губернатором Сённерборга, поскольку там проживал. Эрнст Август был также восстановлен в правах наследника Шлезвиг-Гольштейн-Сондербург-Августенбурга. Тем не менее, когда Эрнст Август умер в 1731 году бездетным, сын Фридриха Вильгельма Кристиан Август унаследовал герцогство.
Когда его мать умерла в 1701 году, Фридрих Вильгельм унаследовал Августенборгский дворец, поместье Руморсгаард и поместье Эвелгунд. В 1703 году он приобрёл поместье Авнбольгаард в Сандеведе.

## Семья и дети
27 ноября 1694 года он женился на Софии Амалии (ум. 24 декабря 1741), дочери канцлера Фридриха фон Алефельдта, графа Лангеландского. Их дети:
- Кристиан Август (4 августа 1696 — 20 января 1754), герцог Шлезвиг-Гольштейн-Зондербург-Августенбургский в 1731—1754 годах.
- Шарлотта Амалия Мария (5 сентября 1697 — 30 апреля 1760), с 17 октября 1726 года замужем за герцогом Филиппом Эрнстом Гольштейн-Глюксбургским (5 мая 1673 — 12 ноября 1729).
- София Луиза (21 марта 1699 — 16 октября 1765)
- Августа Вильгельмина (род. и ум. 8 июля 1700)
- Фридрих Карл (10 ноября 1701 — 29 июля 1702)